# د نیو لسی
د نیو لسی (انگلیسی: The New Lassie) یک مجموعه تلویزیونی درام کودکانه و خانوادگی آمریکایی است که در اولین دوره از ۸ سپتامبر ۱۹۸۹ تا ۱۵ فوریه ۱۹۹۲ پخش شد. در این مجموعه ویل اِستِـس (در سریال نام اصلی وی «ویل نیپر» استفاده می‌شود) در نقش ویل مک کالو، استاد جدید لاسی بازی می‌کند. زن و شوهر زندگی واقعی کریستوفر و دی والاس در نقش پدر و مادر ویل بازی کردند.
د نیو لسی اساساً دنباله‌ای از سری ۱۹۵۴ است و آخرین کار در مجموعه کاراکترهای لسی بود که در فیلم لسی به خانه بر می‌گردد در سال ۱۹۴۳ و به دنبال آن چندین فیلم دیگر و مجموعه تلویزیونی یادشده که از ۱۹۵۴ تا ۱۹۷۳ شروع به کار کردند.